# Contea di Lamb
La contea di Lamb in inglese Lamb County è una contea dello Stato del Texas, negli Stati Uniti. La popolazione al censimento del 2010 era di 13 977 abitanti. Il capoluogo di contea è Littlefield. La contea è stata creata nel 1876, anche se non è stata organizzata fino al 1908. Il suo nome deriva da George A. Lamb, che morì nella Battaglia di San Jacinto.

## Geografia fisica
| Anno | Popolazione | ±%       |
| ---- | ----------- | -------- |
| 1890 | 4           |          |
| 1900 | 31          | 675.0%   |
| 1910 | 540         | 1,641.9% |
| 1920 | 1,175       | 117.6%   |
| 1930 | 17,452      | 1,385.3% |
| 1940 | 17,606      | 0.9%     |
| 1950 | 20,015      | 13.7%    |
| 1960 | 21,896      | 9.4%     |
| 1970 | 17,770      | −18.8%   |
| 1980 | 18,669      | 5.1%     |
| 1990 | 15,072      | −19.3%   |
| 2000 | 14,709      | −2.4%    |
| 2010 | 13,977      | −5.0%    |

Secondo l'Ufficio del censimento degli Stati Uniti d'America la contea ha un'area totale di 1018 miglia quadrate (2640 km²), di cui 1016 miglia quadrate (2636 km²) sono terra, mentre 1,5 miglia quadrate (3,9 km², corrispondenti al del territorio) sono costituiti dall'acqua.

### Strade principali
- U.S. Highway 70
- U.S. Highway 84
- U.S. Highway 385

## Infrastrutture e trasporti

### Contee adiacenti
- Castro County (nord)
- Hale County (est)
- Hockley County (sud)
- Bailey County (ovest)
- Parmer County (nord-ovest)
- Lubbock County (sud-est)
- Cochran County (sud-ovest)

### Aeroporti
Nella contea si trova il Littlefield Municipal Airport, a tre miglia nautiche (6 km) ad ovest del capoluogo di contea, Littlefield.